# エリザベス・シダル

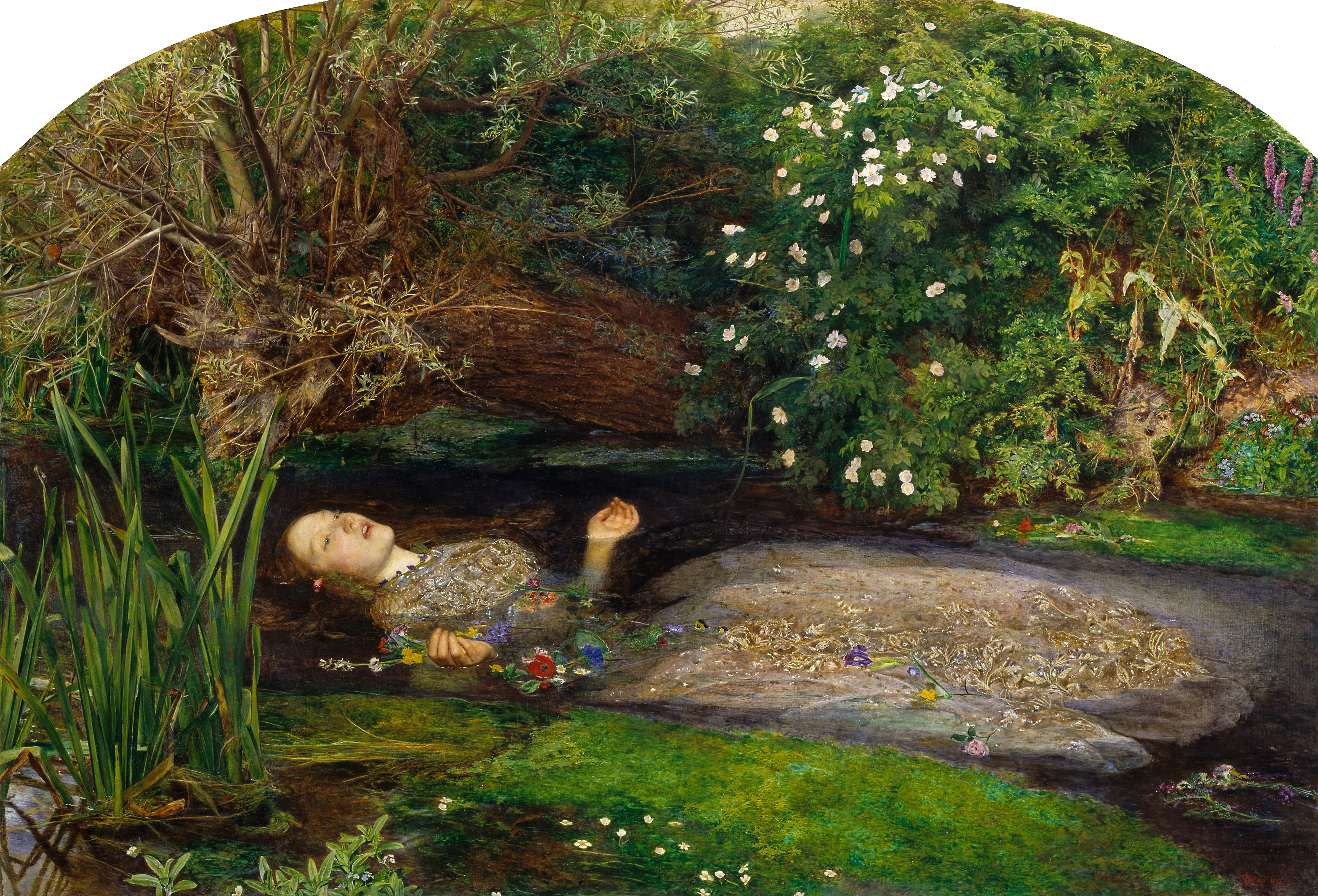
ジョン・エヴァレット・ミレー「オフィーリア」

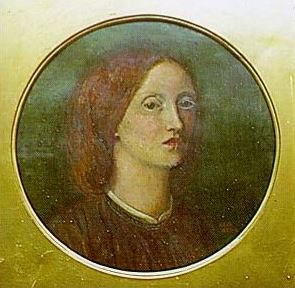
「自画像」(1854年)

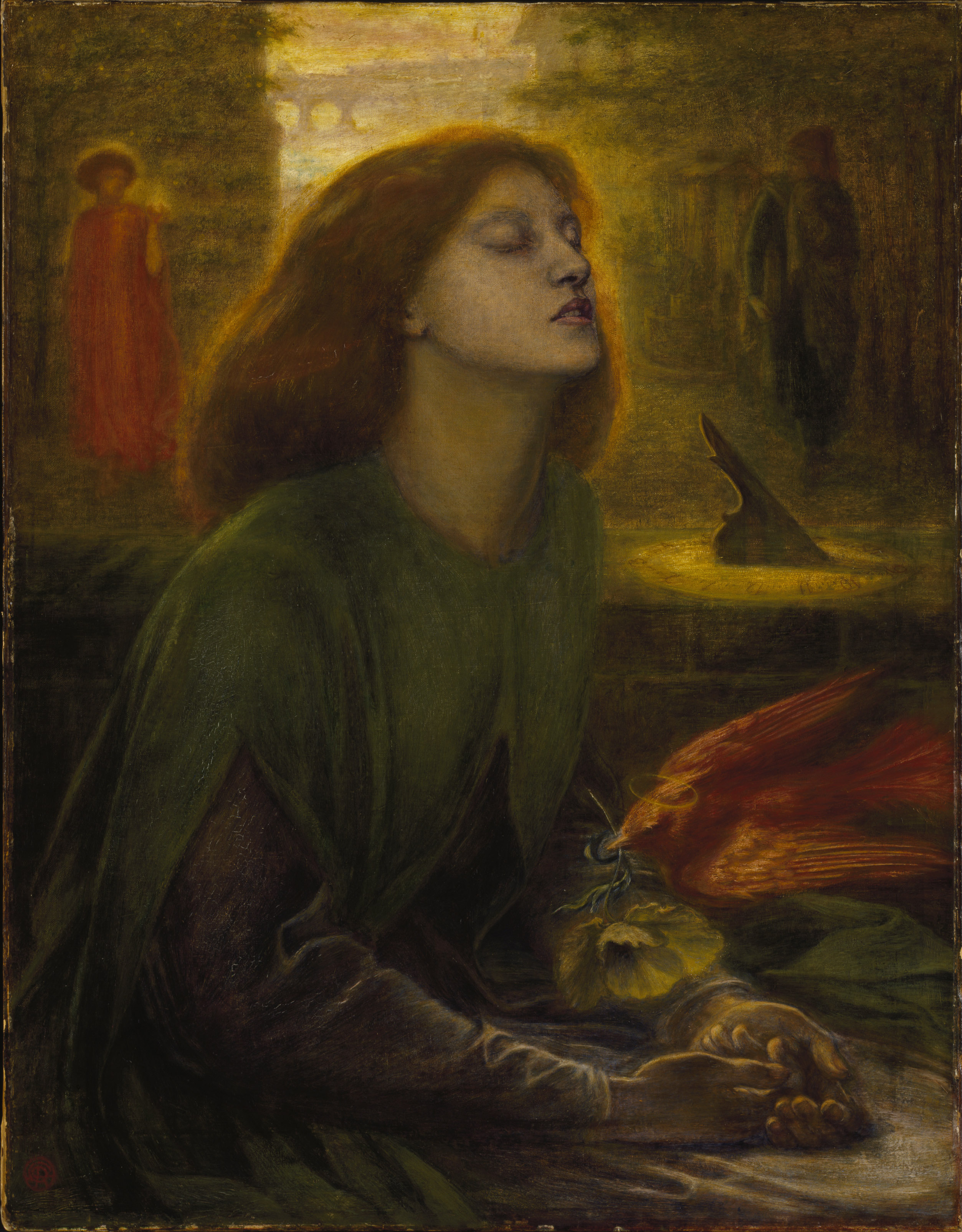
ダンテ・ゲイブリエル・ロセッティ「ベアタ・ベアトリクス」

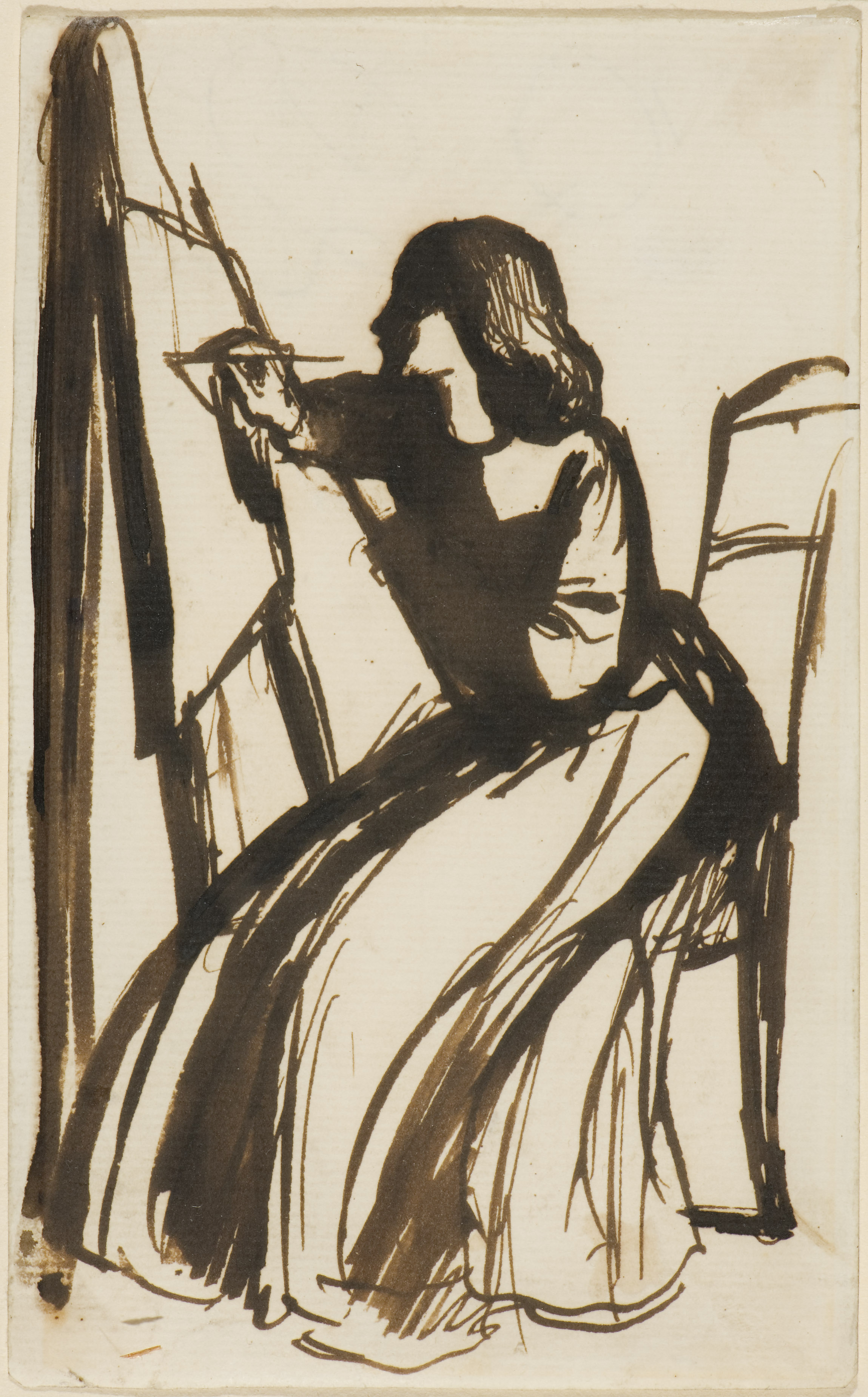
ダンテ・ゲイブリエル・ロセッティ「イーゼルの前に座るエリザベス・シダル」

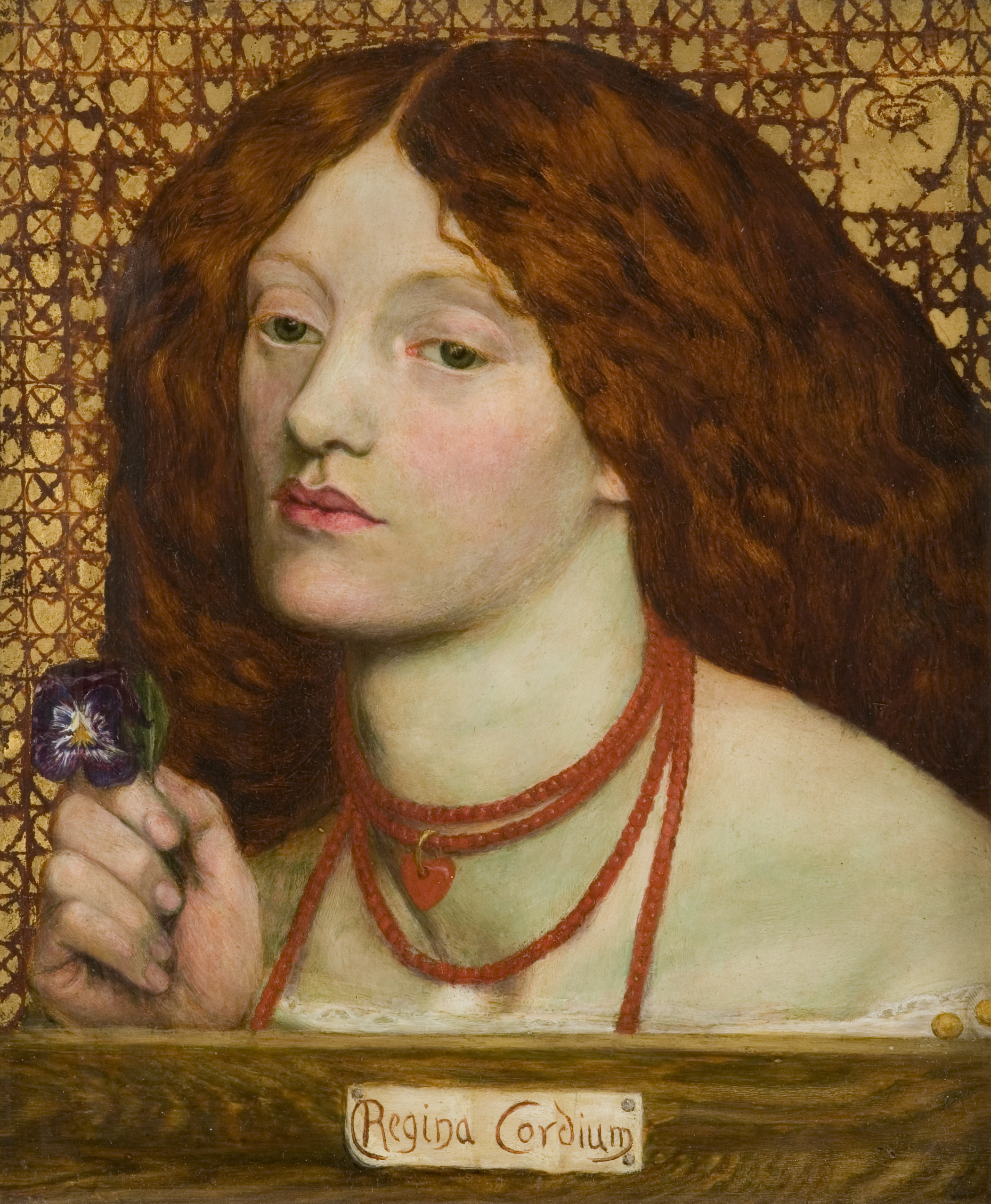
ダンテ・ゲイブリエル・ロセッティ「レジーナ・コルディウム」

エリザベス・エレノア・シダル（Elizabeth Eleanor Siddal、1829年7月25日 – 1862年2月11日）は、19世紀イギリスの美術モデル、詩人、美術家である。彼女はウォルター・デヴェレル、ウィリアム・ホルマン・ハント、ジョン・エヴァレット・ミレー、ダンテ・ゲイブリエル・ロセッティなどのラファエル前派の画家によって広く描かれた。後年、ロセッティの妻となる。彼女をモデルにした作品としてはミレーの「オフィーリア」などが知られる。

## 略歴
イングランド中部、シェフィールドで刃物製造の工場を経営する父親のもとに生まれた。1831年に家族とロンドンに移った。弟や妹が生まれ、両親の8人兄弟の3番目の子供となった。家庭で教育を受けて、文学を好む女性になった。
ロンドンの帽子店で働いていた1849年にダンテ・ゲイブリエル・ロセッティ(1828-1882)と共同でのスタジオを開いていた画家のウォルター・デヴェレル(1827-1854)によって「発見」され、デヴェレルの絵のモデルを務め、ラファエル前派の画家たちのモデルを務めるようになった。1951年にウィリアム・ホルマン・ハント作の『ヴェローナの二人の紳士』のなかのシルヴィアのモデルとなり、1852年にジョン・エヴァレット・ミレー作の『オフィーリア』のモデルとなった。
ダンテ・ゲイブリエル・ロセッティと恋愛関係になり、主にロセッティのモデルとして働くようになった。ロセッティの両親の反対でなかなか結婚できなかったが、1858年に彼女が深刻な健康上の問題を抱え始めた後、ロセッティは1860年5月に結婚することを決意し、パリとブローニュに新婚旅行をした。その後シダルは妊娠し、1861年5月に娘を死産し、そのことが彼女に大きな精神的影響を与えた。1862年に再び妊娠したとき、アヘンチンキの過剰摂取により自殺したとされる。亡くなった時、31歳であった。

## 関連文献
- Correia, Hélia (2010). Adoecer, in Portuguese, Relógio d'Água, Portugal ISBN 978-989-641-160-2
- Morrissey, Kim (1998). Clever as Paint: The Rossettis in Love (playscript), Toronto: Playwrights Canada Press. ISBN 0-88754-552-1.
- Surtees, Virginia (1991). Rossetti's Portraits of Elizabeth Siddal, Aldershot: Scolar Press. ISBN 0-85967-885-7.